# Dmanisi (stad)
Dmanisi (Georgisch: დმანისი) is een stad en archeologische vindplaats in het zuiden van Georgië met ruim 3.000 inwoners (2024), gelegen in de regio Kvemo Kartli. De stad is het bestuurlijk centrum van de gelijknamige gemeente en ligt hemelsbreed 60 kilometer ten zuidwesten van hoofdstad Tbilisi. Dmanisi is gesitueerd op 1.200-1.300 meter boven zeeniveau in het Dmanisi-plateau op de linkeroever van de Masjavera rivier, die door een 50 meter diepe kloof langs de stad stoomt. Dmanisi 

## Geschiedenis

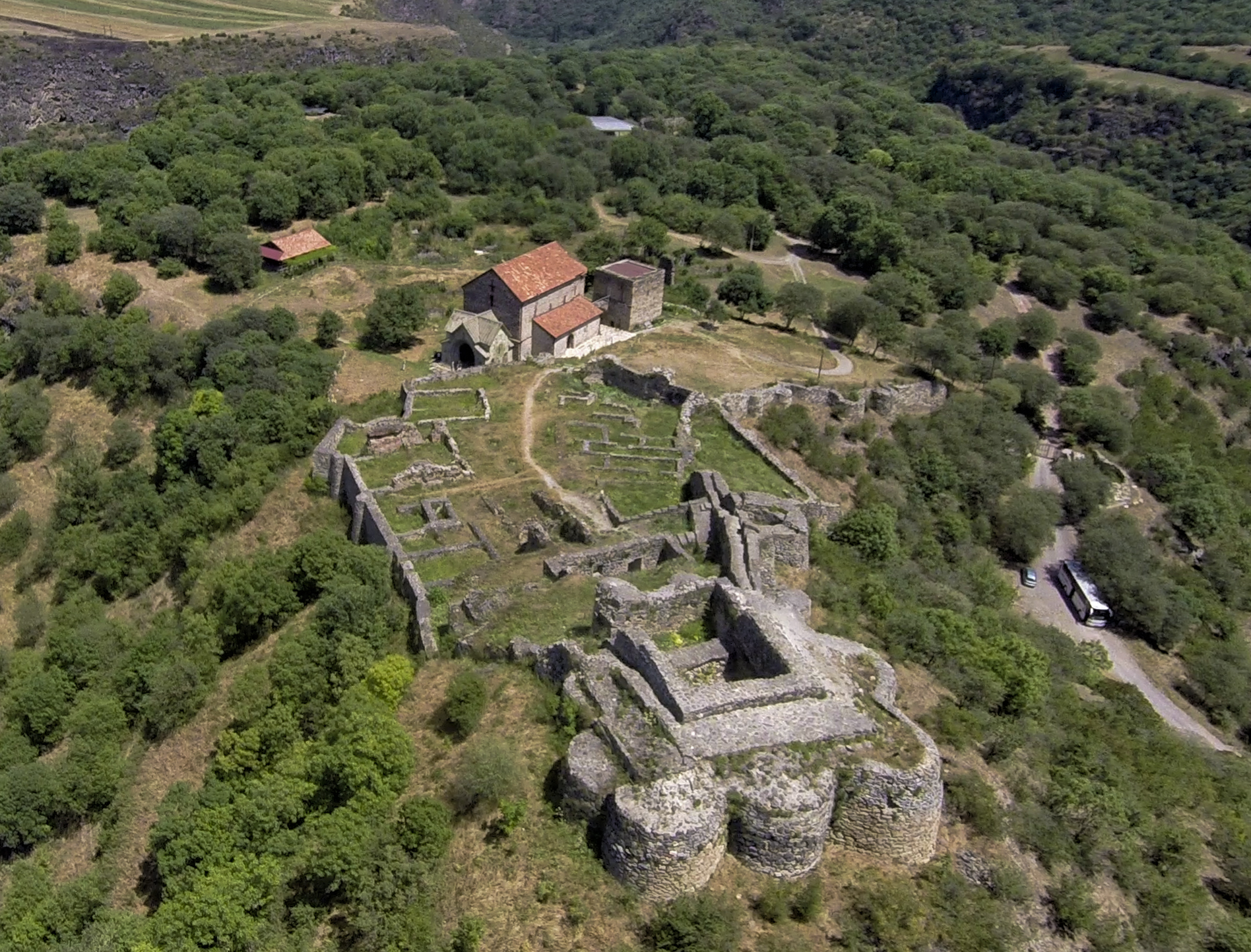
Fort Dmanisi, Mariakerk en archeologische vindplaats

De geschiedenis van menselijke bewoning bij Dmanisi gaat miljoenen jaren terug in de tijd. In het gebied zijn rond het jaar 2000 fossielen van de Homo georgicus gevonden die tot 1,8 miljoen jaar oud gedateerd zijn en tot de Homo erectus behoren. Sinds 1936 hebben er archeologische opgravingen plaatsgevonden, waarbij vondsten uit de Bronstijd aangeven dat de plek een lange historie van permanente bewoning kent. 

### Middeleeuwen
Gedurende de 6e tot 8e eeuw was Dmanisi een kleine nederzetting dat de zetel was van het Dmanisi-bisdom in de oosters-orthodoxe kathedraal, de Dmansis Sioni. Dmanisi werd voor het eerst vermeld in de 9de eeuw als een onderdeel van het Arabische emiraat van Tbilisi. Dmanisi lag was op een kruising van handelsroutes en werd beschouwd als de poort naar de oosterse culturen, waardoor het een bijzondere status verkreeg. Tijdens de middeleeuwen werd Dmanisi een belangrijke handelsstad die beschermd werd door een fort, waarvan de ruïnes nog steeds te zien zijn.
In de jaren 80 van de 11de eeuw werd de stad veroverd door de Seltsjoeken, maar tussen 1123 en 1125 weer bevrijd door David IV van Georgië en Demetrius I van Georgië. In de 14de eeuw werd de stad onder de voet gelopen door Turks-Mongoolse legers onder leiding van Timoer Lenk. Door een volgende slag in 1486, toegebracht door de Turkmenen, verloederde de stad en werd het in de 18de eeuw een onbewoond dorp. Het fort Dmanisi werd gecontroleerd door de Orbeliani's.

### Doechobors
Toen het gebied in de 19e eeuw onder Russische overheersing kwam te staan raakte de omgeving van Dmanisi weer bewoond. Dit kwam onder andere door de vestiging van de Doechobors. De Doechobors ("Geestworstelaars") zijn een Russische religieuze groepering die verbannen werden uit de omgeving van Melitopol (Oekraïne) naar Transkaukasië. Zij hadden zich tegen de Russisch-orthodoxe kerk gekeerd en geloofden in een directe relatie met God vanuit het innerlijke zelf, in plaats van via intermediairen zoals een priester. 
Bijna 500 families (4.097 personen) vestigden zich in Dzjavacheti, waar acht "Doechobor" dorpen werden opgericht in de hedendaagse gemeente Ninotsminda, waaronder Bogdanovka (nu Ninotsminda). Ongeveer 1000 Doechobors vestigden zich in de omgeving van het hedendaagse Dmanisi, en stichtten de dorpen Basjkitsjeti (nu Dmanisi), Kirovisi, Vake, Gantiadi en Ormasjeni.
Het Doechobor dorp Basjkitsjeti (Russisch: Башкичети; Georgisch: ბაშკიჩეთი; Azerbeidzjaans: Başkeçid) lag op ongeveer 10 kilometer ten westen van het historische Dmanisi, en betekent "hoofd bergpas", mogelijk een verwijzing naar het Dzjavachetigebergte ten westen van het dorpje dat het scheidt van de andere Douchobor gemeenschappen in Dzjavacheti. Gedurende de Sovjetperiode veranderde de etnische demografie in de dorpen langzamerhand en dus ook in Dmanisi door religieuze onderdrukking, deportatie maar ook door de vestiging van andere etniciteiten waaronder Azerbeidzjanen. Sommigen van deze Doechobors emigreerden eind 19e eeuw naar Canada.

### Sovjetperiode

Dmanisi

In de Sovjetperiode werd Basjkitsjeti in 1933 het bestuurlijk centrum van het nieuwe district met dezelfde naam. Beiden werden in 1947 naar Dmanisi hernoemd. In 1959 werd Dmanisi een 'nederzetting met stedelijk karakter', om in 1981 stadsrechten te krijgen. Vanaf de jaren 1980 verhuisden vele Doechobors naar Rusland. Tussen 1979 en 1989 nam het aantal Doechobors in het raion Dmanisi af van 691 naar 571, en in de jaren 1990 reduceerde dat verder naar 50 door onder meer etno-nationalisme onder president Zviad Gamsachoerdia, 'Georgianisering', de burgeroorlogen maar ook een actief remigratiebeleid.

## Demografie
Begin 2024 had Dmanisi 3.050 inwoners, een groei van bijna 13% sinds de volkstelling van 2014. 
| Aantal                                                           | - | 670 | 1.871 | 4.778 | 4.076 | 4.530 | 8.650 | 3.427 | 2.661 | 2.873 | 3.050 |
| Verantwoording data: Bevolkingsstatistiek Georgië 1897 tot heden |   |     |       |       |       |       |       |       |       |       |       |

### Etniciteit
De bevolking van Dmanisi bestond in 2014 voor 81% uit Georgiërs/Adzjaren en voor 14,5% uit Azerbeidzjanen. Daarnaast wonen er enkele tientallen Armeniërs (1,8%), Russen (1,7%) en Pontische Grieken (0,7%).
In 1979 bestond de bevolking van Dmanisi nog in meerderheid uit Azerbeidzjanen (65,5%). Andere bevolkingsgroepen waren Russen (12,3%), Pontische Grieken (11,0%), Georgiërs (7,5%), Armeniërs (3,2%). Deze cijfers zijn illustratief voor de sterk gewijzigde demografie in de regio na het uiteenvallen van de Sovjet-Unie en de economische malaise en etnische conflicten in de jaren daarna.

## Bezienswaardigheden
In Dmanisi zelf zijn geen bijzondere bezienswaardigheden. De archeologische vindplaats van de Dmanisi-mensen ligt 10 kilometer naar het oosten in Patara Dmanisi, langs de hoofdweg S6. Hier zijn een museum, enkele middeleeuwse kerken en fortificaties te zien.

## Vervoer
De nationale route Sh68 verbindt Dmanisi met de S6 (E117) bij Didi Dmanisi / Vardisoebani en in noordelijke richting met Bediani, Trialeti en Tsalka. De S6 is een secundaire internationale verbinding vanaf Tbilisi naar de Georgisch - Armeense grensovergang Goegoeti - Gogovan in de gemeente Dmanisi.
Sinds de sluiting van de spoorlijn Marneoeli - Bolnisi - Kazreti voor passagiersvervoer is het dichtstbijzijnde spoorwegstation in Marneoeli.